# Yersinia ruckeri
Espèce
Yersinia ruckeri est une espèce de bactéries gram-négatives de la famille des Enterobacteriaceae. Ce sont des entéropathogènes des salmonidés.

## Historique
Ces bactéries ont d'abord été isolées à partir de saumons de l'espèce Salmo gairdneri atteints de la maladie de la bouche rouge et notamment isolées des reins de ces poissons.

## Description
Les bactéries de l'espèce Yersinia ruckeri sont des bacilles dont la coloration de Gram est négative. Elles possèdent des flagelles péritriches. Elles sont négatives au test oxydase. La Voges-Proskauer est généralement négative même si environ un quart de ces bactéries peuvent avoir une réaction faiblement positive au bout de quatre jours.

## Pathogénicité
Ce sont des bactéries pathogènes pour les salmonidés où elles causent des septicémies entériques hémorragiques.

## Taxonomie
Le nom correct complet (avec auteur) de ce taxon est Yersinia ruckeri Ewing et al., 1978.